# بمان (ترانه)
«بمان» (انگلیسی: Stay) تک‌آهنگی از خواننده و بازیگر اهل کره جنوبی چا اون-وو است که در ۱۵ فوریه ۲۰۲۴ توسط فنتجیو انترتینمنت منتشر شد.